# Terence Etherton

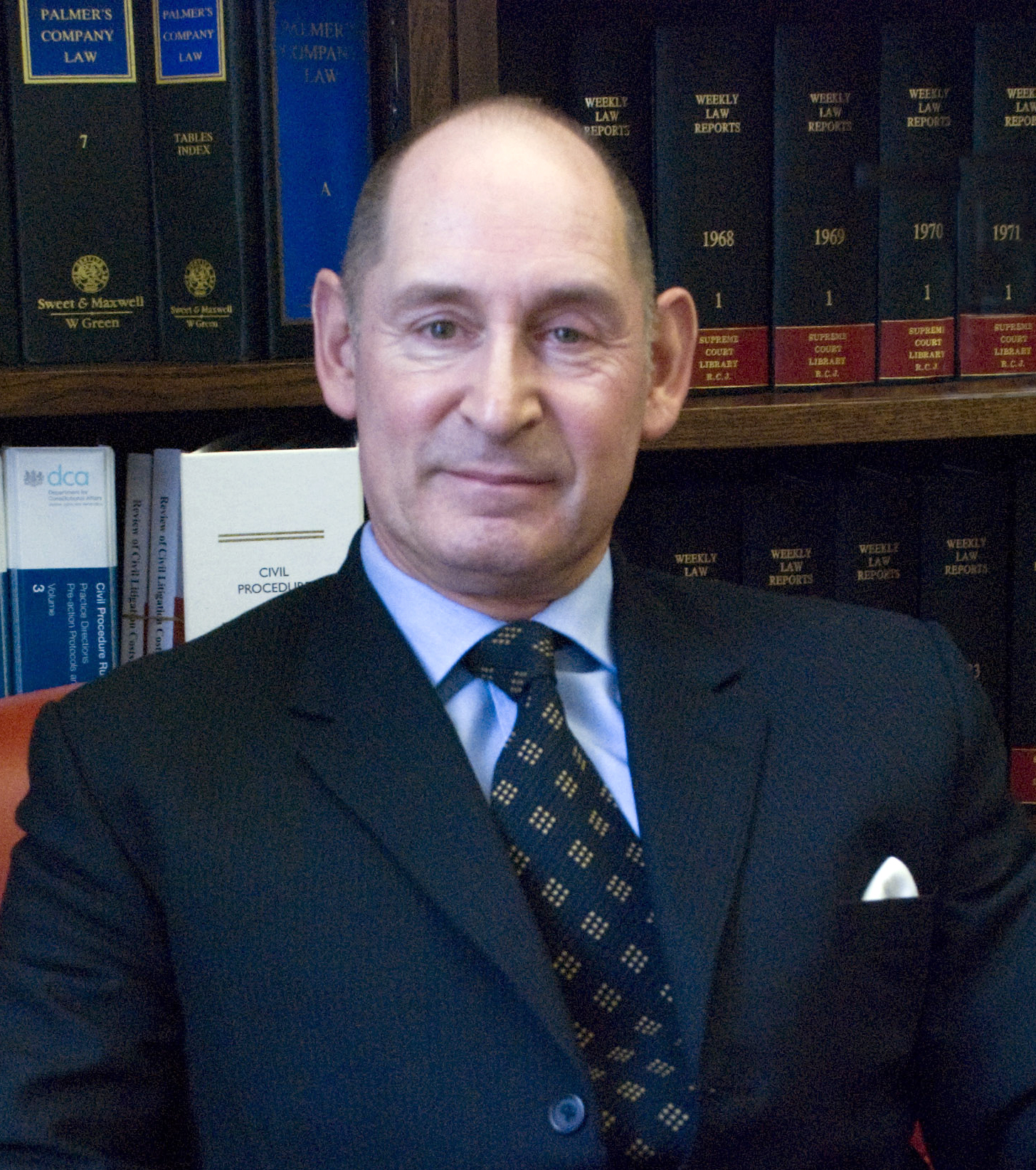
Terence Etherton, 2010

Terence Michael Elkan Barnet Etherton, Baron Etherton Kt, MR, QC, PC (* 21. Juni 1951 in Essex; † 6. Mai 2025) war ein britischer Richter und 2016 bis 2021 Master of the Rolls.

## Ausbildung
Seine Ausbildung erhielt Etherton an der Holmewood House School und der St Paul’s School. Nach seinem Schulabschluss studierte er Geschichte und Rechtswissenschaften am Corpus Christi College der Cambridge University. Während seiner Studienzeit gehörte er als Säbelfechter der britischen Fechtnationalmannschaft an und qualifizierte sich für die Olympischen Sommerspiele 1980 in Moskau.

## Beruflicher Werdegang
Etherton erhielt nach Abschluss seines Studiums im Jahr 1974 die Zulassung als Rechtsanwalt am Gray’s Inn und wurde 1990 zum Kronanwalt bestellt. Am 11. Januar 2001 erhielt er die Ernennung als Richter am High Court of Justice. Dort wurde er der Queen’s Bench Division zugeteilt. Zugleich wurde er als Knight Bachelor geadelt. Im August 2006 übernahm er den Vorsitz der Law Commission. Am 29. September 2008 wurde er dann zum Richter am Court of Appeal ernannt. Hiermit verbunden war die Berufung in das Privy Council. Am 11. Januar 2013 wurde Etherton zum Vorsitzenden der Chancery Division des High Court of England and Wales ernannt. Dieses Amt hatte er bis zum 3. Oktober 2016 inne, dann folgte er John Dyson als Master of the Rolls. Im Oktober 2016 war Etherton einer von drei Richtern des High Court, die über die Frage zu entscheiden hatten, ob die Erklärung des Vereinigten Königreichs zum Austritt aus der Europäischen Union gemäß Artikel 50 des Vertrags über die Europäische Union ohne vorherige Abstimmung des Parlaments des Vereinigten Königreichs erfolgen kann.
Am 23. Dezember 2020 wurde er als Baron Etherton, of Marylebone in the City of Westminster, zum Life Peer erhoben und ist dadurch seither Mitglied des House of Lords.

## Ehrenamtliches Engagement, Auszeichnungen und Privates
Etherton gehörte zwischen 1992 und 1999 dem Vorstand des Riverside Mental Health Trust an. Von 1999 bis 2001 stand er dem Broadmoor Hospital vor und leitete in den Jahren 2000 und 2001 den West London Mental Health NHS Trust.
2005 wurde er Honorary Fellow am Royal Holloway College der University of London. Dieselbe Stellung wurde ihm 2007 am Corpus Christi College der Universität Cambridge zuerkannt. Zudem war er von 2001 bis 2013 Präsident der Nicholas Bacon Society. Im Januar 2009 wurde ihm die Ehrendoktorwürde der City University London verliehen. Seit 2011 ist er Professor ehrenhalber an der University of Kent. Zudem hält er seit 2010 als Gastprofessor regelmäßig Vorlesungen am Birbeck College.
2006 schloss er mit seinem Lebensgefährten Andrew Stone eine eingetragene Partnerschaft. Nach der Reform des Ehestandsrechts heiratete er seinen Partner 2014 in der West London Synagoge.

## Tod
Etherton starb am 6. Mai 2025 im Alter von 73 Jahren.